# Coccorchestes fenicheli
Coccorchestes fenicheli är en spindelart som beskrevs av Balogh 1980. Coccorchestes fenicheli ingår i släktet Coccorchestes och familjen hoppspindlar. Inga underarter finns listade i Catalogue of Life.